# كاورو أوتسوكي
كاورو أوتسوكي (باليابانية: 大月薰) هي إمراة يابانية ولدت في سنة 1888 في مدينة يوكوهاما في اليابان، كانت إحدى زوجات سون يات سين مؤسس جمهورية الصين حيث تزوجها وهي بعمر ال14 بينما كان عمره سون يات سين 37 سنة، حيث تزوجها بعد سنة واحدة من زواجه من لو موزهين حيث كانت زوجته الثانية، وثم تركها وغادر اليابان في سنة 1906 بعد أن تنجب إبنه منه وهي فوميكو، تزوجت أوتسوكي بعد ذلك مرتين، وتوفيت في سنة 1970 بعد ال82 سنة.